# Bedford Park, Illinois
Bedford Park är en ort i Cook County i delstaten Illinois, USA.